# Посо, Николас
Николас Посо (исп. Nicholas Pozo; родился 19 января 2005) — гибралтарский футболист, полузащитник клуба «Кадис» и сборной Гибралтара.

## Клубная карьера
Воспитанник футбольной академии испанского клуба «Кадис», за которую выступал с 2015 года.

## Карьера в сборной
Выступал за сборные Гибралтара до 17 и до 21 года.
5 июня 2022 года дебютировал за главную сборную Гибралтара в матче против сборной Северной Македонии.